# Glicoxidación
La glicoxidación es un fenómeno sinérgico entre dos procesos: la glicación y las reacciones oxidativas.
- La glicación consiste en la reacción de algunos azúcares esenciales para nuestro metabolismo, como la glucosa, con los aminoácidos de las proteínas de nuestro organismo (pero también con los ácidos nucleicos y los lípidos). Este proceso conduce a la acumulación de productos de la glicación avanzada, PGA (en inglés, AGE, por advanced glycation end products). Los PGA se generan mediante el establecimiento de conexiones anormales entre moléculas diversas que alteran su estructura y perturba gravemente su función.[1] La glicación (también denominada reacción de Maillard) se estudió en primer lugar en los alimentos, para explicar el efecto producido por el cocinado y el almacenamiento prolongado, en donde aparecen los PGA, dando un aspecto "caramelizado".

- El proceso normal de producción de energía en nuestras células, esencial para mantener las funciones vitales, tiene lugar en el interior de las mitocondrias. De manera colateral, durante este proceso se generan especies reactivas del oxígeno (ERO, en inglés ROS, por reactive oxygen species) que son compuestos moleculares inestables, extremadamente reactivos,[2] que alteran todos los componentes celulares (ácidos nucleicos, proteínas y lípidos). Se ha calculado que cada molécula de ADN contenida en cada una de nuestras células es objeto de 10 000 ataques por día por parte de los radicales libres. que alteran todos los componentes celulares (ácidos nucleicos, proteínas y lípidos). Se ha calculado que cada molécula de ADN contenida en cada una de nuestras células es objeto de 10 000 ataques por día por parte de los radicales libres.

Por tanto, a medida que aumenta la edad de una persona, los procesos fisiológicos normales del organismo van a provocar una acumulación de las lesiones debidas a la oxidación producida por los radicales libres y van a "caramelizarse" por efecto de la glicación. Este fenómeno sinérgico se conoce con el nombre de glicoxidación, que está implicado en numerosas condiciones patológicas asociadas con el envejecimiento y/o la diabetes, como las cataratas, el alzheimer, la aterosclerosis, las nefropatías o las alteraciones vasculares periféricas, entre otras.